# Can Domènec (Sant Feliu de Buixalleu)
Can Domènec és una masia de Sant Feliu de Buixalleu (Selva) inclosa a l'Inventari del Patrimoni Arquitectònic de Catalunya.
Masia aïllada, situada al barri de Grions, dins el municipi de Sant Feliu de Buixalleu.
L'edifici consta d'un cos principal de planta baixa i dos pisos, i un cos lateral de planta baixa i pis. El cos principal està cobert per un teulat desigual a doble vessant. El cos lateral dret, està cobert a una vessant.
A la façana del cos principal, a la planta baixa, hi ha la porta d'entrada en arc pla, com totes les obertures de la façana. A la façana en destaca un rellotge de sol.
Els murs són de maçoneria.

## Història
Segons els propietaris (família Domènech) la casa apareix esmentada en algun document del segle xii. D'altra banda, en un document del 1038 s'esmenta l'alou Gilmuno (o Gilmunó), referit a l'afrontació N de Breda, que podria ser Gil Muné, membre de l'antiga família Muné de Grions. Per tant, cal pensar que la masia és força antiga, tot i que l'estructura actual és el resultat d'una reconstrucció global feta al segle xix.